# Isolation (Egan)
Pour les articles homonymes, voir Isolation.
Isolation (titre original : Quarantine) est un roman de science-fiction de l'auteur australien Greg Egan paru en 1992.

## Résumé
Dans un futur proche, où les humains, isolés du reste de l'univers par une immense barrière d'origine inconnue enveloppant le système solaire, peuvent contrôler les configurations de leur personnalité en manipulant leur propre cerveau. Un ancien policier est chargé de retrouver une handicapée mentale mystérieusement disparue, peut-être enlevée, qui aurait la faculté de sélectionner certaines réalités parmi un ensemble de mondes possibles. Cette faculté accidentelle serait la preuve que l'humanité a imposé, sans le savoir, une réalité de l'univers parmi une infinité de possibilités, entraînant la destruction d'une réalité alternative. Ce génocide cosmique serait ainsi à l'origine d'une quarantaine de l'humanité.
L'auteur construit l'intrigue de son roman à partir d'une spéculation romanesque tirée du phénomène de réduction du paquet d'onde, en suivant l'interprétation selon laquelle c'est l'observation qui sélectionne une possibilité.

## Citations
- « Comment pourrai-je jamais savoir que je suis devenu réel de manière irréversible ? » (p.273, Denoël, Lunes d'encre, 2000)

## Éditions
- Greg Egan, Isolation, Denoël, Lunes d'encre, 2000  (ISBN 220724993X)
- Greg Egan, Isolation, Le Livre de poche, 2003  (ISBN 2253072508)